# Daïra de Mâatkas
La daïra de Mâatkas est une circonscription administrative algérienne située dans la wilaya de Tizi-Ouzou et la région de Kabylie. Son chef-lieu est situé sur la commune éponyme de Mâatkas.

## Communes
La daïra est composée de deux communes:
- Mâatkas ;
- Souk El Thenine.

La population totale de la daïra est de 46 781 habitants pour une superficie de 66,15 km2.

## Localisation
| Daïra de Draâ El Mizan | Daïra de Draâ Ben Khedda | Daïra de Tizi Ouzou  |
| Daïra de Draâ El Mizan | daïra de Mâatkas         | Daïra de Beni Douala |
| Daïra de Draâ El Mizan | Daïra de Boghni          | Daïra d'Ouadhia      |